# زتسینگن
زتسینگن (به آلمانی: Setzingen) یک شهر در آلمان است که در الب-دانو-کریس واقع شده‌است. زتسینگن ۶۳۱ نفر جمعیت دارد.